# Elise Aylen Scott
Elise Aylen Scott, geboren Desiree Elise Aylen (* 14. November 1904 in Ottawa; † 18. Dezember 1972 in Coonoor, Indien), war eine kanadische Schriftstellerin.

## Leben
Desiree Elise Aylen wurde als Tochter des Rechtsanwalts Henry Aylen (1857–1940) und seiner Frau Desiree Elise ("Daisy") Bourinot (1866–1955) in Ottawa geboren, wo sie auch aufwuchs. Ihr Großvater mütterlicherseits, John George Bourinot, war ein Literaturkritiker, ihr Onkel Arthur S. Bourinot ein Dichter. Sie war mit Poeten wie Audrey Alexandra Brown befreundet und veröffentlichte selbst Gedichte in Publikationen wie Canadian Bookmen, Canadian Forum, Canadian Poetry Magazine und Dalhousie Review. Sie war ein Mitglied in der Canadian Authors Association und im Ottawa Poetry Club.
1930 veröffentlichte sie Roses of Shadow, einen Band moderner, melancholischer Gedichte, zu dem der Dichter Duncan Campbell Scott ein Vorwort verfasste. Er war ein Freund ihres Onkels Arthur S. Bourinot. Im März 1931 wurde Desiree Elise Aylen – zur Überraschung der Gesellschaft Ottawas – die zweite Ehefrau des deutlich älteren, verwitweten Scott. Sie unterstützte ihn bei der Erstellung seines letzten Werkes The Circle of Affection. Außerdem reiste sie gern (unter anderem 1940 nach Vancouver) und schloss Bekanntschaften in literarischen Kreisen. Nach Duncan Campbell Scotts Tod wanderte sie 1948 nach Indien aus, wo sie den Rest ihres Lebens verbrachte. Dort verfasste sie mehrere Romane, von denen 1967 in Bombay das spirituelle Werk The Night of the Lord im Druck erschien. Von 1952 bis 1962 lebte sie in Almora, danach bis zu ihrem Tod in der Stadt Coonoor im Distrikt Nilgiris. 1972 starb sie an Krebs.

## Werke (Auswahl)
- Roses of shadow. Macmillan Co., Toronto 1930.
- The holy crown. 1938.
- The night of the Lord. Bharatiya Vidya Bhavan, Bombay 1967.